# Осмусар
Осмусар (ест. Osmussaar) или Оденсхолм (швед. Odensholm) малено је острво уз северозападну обалу Естоније, у источном делу акваторије Балтичког мора, односно на самом улазу у његов најисточнији Фински залив. Острво се налази на удаљености од 7,5 километара од континенталног дела Естоније и административно припада округу Ланема (односно његовој општини Ноаротси). 
Од острва Осмусар ка северу до полуострва Ханко иде линија која ограничава акваторију Финског залива на истоку од остатка Балтичког мора на западу. Острво обухвата територију површине 4,8 км², на њему према подацима из 2013. живе свега 4 особе, а данас има статус резервата природе.
Шведски назив острва Оденсхолм потиче од врховног викиншког божанства Одина, који је према легенди сахрањен управо на овом острву.

## Основне геофизичке карактеристике
Са површином од 4,8 км² Осмусар је 14. по величини острво у Естонији. Острво је издужено у смеру север-југ у дужини од 4,6 километара, док му је максимална ширина до 1,3 километра. Максимална надморска висина острва је до 8 метара. Острво Осмусар се налази на самом улазу у Фински залив Балтичког мора, и управо линија која иде од северног рта острва ка северу према полуострву Ханко у Финској, представља западну границу залива.
Представља део пространог Балтичког гребена који на том делу акваторије избија на површину Балтичког мора. На источним и северним обалама острва налазе се до 6 метара високи кречњачки клифови. Обалама је на том делу стрма и наставља се готово вертикално на морском дну до дубине од 60 метара. Површина острва је прекривена до 2 метра дебелим квартарним наслагама маринских седимената који су наталожени преко кречњачке основе ордовичке старости. Острво је изронило из мора пре око 2.000–3.000 година, а процес издизања наставља се и даље са просечно 3 милиметра годишње. На западној обали острва налазе се карактеристична „камена поља” састављена од кречњачког шљунка. Широм острва налазе се разбацани појединачни ератични блокови пречника у просеку између 10 и 20 метара. Ти бречасти ератични блокови су специфични по својој структури и представљају тип кластичних седиментних стена, а њихова старост процењује се на око 470 милиона година (последица су удара метеора, кратер Неугрунд).
Острво се налази у сеизмички активној зони, а најјачи земљотрес на том подручју регистрован је 25. октобра 1976. године и имао је магнитуду од 4,7 степени рихтерове скале. Услед земљотреса један део клифова на североисточној обали се урушио у море, а знатно су оштећене и грађевине на острву. Епицентар труса налазио се на 5 до 7 километара североисточно од острва, на дубини између 10 и 13 километара.
- Сиви ждралови
- Североисточна обала острва
- Неугрундска бреча

## Историја
Иако се о историји острва пре XVIII века мало зна, познато је да је острво почев од XIV века насељено Швеђанима, који су се ту задржали све до краја Другог светског рата. Тачно време колонизације острва није познато, али претпоставља се да је острво насељено још у викиншко доба. Сви становници острва су евакуисани 12. јуна 1940. године, а острво је претворено у совјетску морнаричку базу. 
Совјетска војска се повукла са острва тек 1993. године, а од 1996. године острво је проглашено за комплексни резерват природе са циљем заштите локалних геолошких формација, биљних заједница и причијих колонија. 
Најзначајнија грађевина на острву је светионик. Први светионик на острву саграђен је 1765. године, док је садашњи светионик саграђен 1954. године.
Острво је данас значајна туристичка дестинација, и у просеку га сваког лета посети око 3.000 туриста.